# Șimișna
Șimișna è un comune della Romania di 1 305 abitanti, ubicato nel distretto di Sălaj, nella regione storica della Transilvania. 
Il comune è formato dall'unione di 2 villaggi: Hășmaș e Șimișna.
Șimișna è divenuto comune autonomo nel corso del 2004 staccandosi dal comune di Rus.